# Carro (Einheit)
Der Carro, auch nur Caro, war ein italienisches Volumenmaß für Flüssigkeiten und Getreide, ein Heu-Gewichtsmaß, aber auch ein Flächenmaß. Es war ein Maß mit regional abhängiger Größe.

## Weinmaß
Das Maß war nicht nur für Wein, sondern auch für Branntwein vorgesehen.
- Alessandria und Turin 1 Carro (Wein) = 10 Brente = 60 Rubbi = 360 Pintes = 720 Bocali = 1400 Quartini = 28.440 Pariser Kubikzoll = 563 3/5 Liter
- Königreich Neapel (Wein und Branntwein) 1 Carro = 2 Botti = 24 Barili = 1440 Caraffe = 52.777 ⅔ Pariser Kubikzoll = 1045 ⅞ Liter

## Getreidemaß
- Königreich Neapel 1 Carro = 36 Tomoli = 864 Maß = 100.241,25 Pariser Kubikzoll = 1986 3/5 Liter
- Manfredonia 1 Carro = 94.730 Pariser Kubikzoll = 1877,25 Liter

## Flächenmaß
Der Carro war ein Ackermaß in der Provinz Apulien
- 1 Carro = 20 Vesure = 120 Catane = 1200 Quadrat-Passi = 8400 Palmi = 582,75 Quadratmeter

## Heugewicht
Carro, das Fuder, ein Heugewicht im Piemont mit Turin als Hauptstadt und im Königreich Sardinien mit zugehöriger Maßkette war
- 1 Carro = 60 Rubbi = 1500 Libbre/Pfund = 553,267 Kilogramm[1]

Daneben existierte das Heumaß Tesa cuba nach dem Volumen. 
- 1 Tesa cuba = 5,0414 Kubikmeter[2]